# Hypotheekwet
De wet van 16 december 1851 tot herziening van het hypothecair stelsel, ook de Hypotheekwet genoemd (Hyp.W.), is een Belgische wet die de voorrechten en hypotheken regelt. Deze wet werd ingevoerd als vervanging van de bepalingen van titel XVIII (‘Voorrechten en hypotheken’) van het Oud Burgerlijk Wetboek (oud BW) en maakt er integraal deel van uit.

## Omschrijving
De Hypotheekwet bevat algemene bepalingen (art. 5 en 6 Hyp.W.), bepalingen betreffende de voorrechten (art. 12 tot 40 Hyp.W.) en bepalingen betreffende de hypotheken (art. 41 tot 81undecies Hyp.W.). Zij bevat ook bepalingen betreffende de inschrijving, doorhaling en gevolgen jegens derden van voorrechten en hypotheken (art. 82 tot 122 Hyp.W.) en bepalingen betreffende de hypotheekregisters (art. 123 tot 146 Hyp.W.). 
De Hypotheekwet bevat dus niet alleen de regels omtrent hypotheken, maar regelt ook de voorrechten. Aanvankelijk bevatte de wet, bij de algemene bepalingen, ook enkele fundamentele regels van het burgerlijk recht. Aldus bijvoorbeeld de regel volgens dewelke ieder die persoonlijk verbonden is, gehouden is zijn verbintenissen na te komen, onder verband van al zijn goederen, hetzij roerende, hetzij onroerende, zo tegenwoordige als toekomstige (oud art. 7 Hyp.W.). Het gehele vermogen van de schuldenaar vormt dus het gemeenschappelijk onderpand van zijn schuldeisers (oud art. 8 Hyp.W.). Bij de invoering van boek 3 'Goederen' in het Burgerlijk Wetboek werden deze bepalingen afgeschaft en hernomen in de artikelen 3.35 en 3.36 BW.